# Piwonice-Wschód
Piwonice-Wschód – południowo-wschodnia część miasta Kalisza, dawniej obręb geodezyjny w gminie Dobrzec, włączony w granice administracyjne Kalisza 2 lipca 1976.
Rozpościera się w rejonie ulicy Pokrzywnickiej.
Zobacz też: Piwonice, Piwonice-Zachód.